# Tarnopol (stacja kolejowa)
Tarnopol (ukr: Станція Тернопіль) – stacja kolejowa w mieście Tarnopolu, siedzibie obwodu tarnopolskiego na Ukrainie. Jest częścią administracji tarnopolskiej Kolei Lwowskiej oraz ważnym węzłem kolejowym na linii Lwów – Żmerynka.

## Opis
Pierwszy budynek dworca powstał w 1870 roku, wraz z otwarciem 28 grudnia 1870 roku linii kolejowej Złoczów - Tarnopol należącej do kolei galicyjskiej im. Karola Ludwika.
Na jesieni 1903 rozpoczęto budowę nowej stacji kolejowej. Wiosną 1905 roku ukończono budowę prawego skrzydła, a w sierpniu 1906 roku nowy budynek dworca oficjalnie otwarto.
Stacja została zniszczona w czasie I wojny światowej, a następnie odbudowana. W 1944 ponownie uległa zniszczeniu podczas wojny radziecko-niemieckiej. Dworzec został przebudowany w 1952 do obecnej formy.
Ostatnie prace modernizacyjne zostały przeprowadzone w latach 1999-2000.

## Linie kolejowe
- Linia Podwołoczyska – Tarnopol
- Linia Tarnopol – Lwów
- Linia Tarnopol – Biała Czortkowska
- Linia Łanowce – Tarnopol